# عبد الله بن عبد الرحمن الدنوشري

الصفحة الأخيرة من مخطوطة لأحد مؤلفات الدنوشري

عبد الله بن عبد الرحمن بن علي بن محمد الدنوشري الشافعي (؟ - 1025هـ/1616م)، هو فقيهٌ ونحويٌ مصري في القرن الحادي عشر الهجري، من مدينة القاهرة، يَعُدُّه مُؤَرِّخو النحو العربي من نحاة مصر وبلاد الشام.

## حياته
ولِدَ عبد الله بن عبد الرحمن بن علي في مدينة القاهرة، وتعود أصوله إلى قرية دنوشر غربي المحلة الكبرى شمال مصر، وإليها ينتسب فيُقال له الدنوشري. نشأ عبد الله الدنوشري في القاهرة، وتتلمذ لدى ابن قاسم العبادي وشهاب الدين الرملي والعلقمي، ثُمَّ غادر مصر واتجه نحو بلاد الروم، حيث مكث هناك فترةً ثُمَّ عاد إلى القاهرة وعمل بالتدريس في جامع الأزهر. نَظَم الدنوشري الشعر، ومعظم قصائده تعالج مسائل نحوية مشهورة، وأشعاره متناثرة بين كتب المتأخرين عنه، ويكثر الاستشهاد بها. تُوفِّي عبد الله بن عبد الرحمن الدنوشري في سنة 1025 من التقويم الهجري في مدينة القاهرة.

## مؤلفاته
تُنسَب إليه المؤلفات التالية:
- «تقرير الدنوشري على حاشية التصريح» (تعليق على حاشية التصريح لخالد الأزهري على شرح التوضيح لابن هشام الأنصاري على ألفية ابن مالك).
- له رسائل وتعليقات.